# Gro Harlem Brundtland
Gro Harlem Brundtland () (rojena kot Gro Harlem), norveška političarka, diplomatka in zdravnica, * 20. april 1939, Oslo.
Je mednarodna voditeljica na področju trajnostnega razvoja in javnega zdravja. Bila je predsednica norveške vlade in kot generalna direktorica vodila Svetovno zdravstveno organizacijo. Sedaj je zaposlena kot posebna odposlanka za klimatske spremembe generalnega sekretarja Združenih narodov Ban Ki-moona.

## Udejstvovanje v domovini
Brundtland je končala študij medicine na Univerzi v Oslu leta 1963 ter zaključila specializacijo iz javnega zdravja na Harvardu leta 1965. Od leta 1966 to 1969 je delala kot zdravnica na Norveškem direktoratu za javno zdravje in socialne zadeve (Helsedirektoratet), nato pa kot zdravnica v zdravstveni službi za šolsko mladino v Oslu. Bila je ministrica za okoljske zadeve od 1974 to 1979, in kot prva ženska na Norveškem postala predsednica vlade. 
Do leta 1992 je vodila Norveško delavsko stranko.
Gro Harlem Brundtland je članica Human-Etisk Forbund, norveške zveze humanistov.

## Mednarodno udejstvovanje
Brundtland je vodila Svetovno komisijo za okolje in razvoj (World Commission on Environment and Development - WCED), bolj znano kot Brundtlandina komisija za razvoj širokega političnega koncepta trajnostnega razvoja. Njena komisija je bila nosilka pobude za Agendo 21. 
Brundtland je bila maja 1988 izvoljena za generalno direktorico Svetovne zdravstvene organizacije. V zvezi s tem je Brundtlandova sprejela daljnosežne načrte v zvezi z javnim zdravjem, ustanovila Komisijo za makroekonomiko in zdravje, ki ji je predsedoval Jeffrey Sachs in naslovila nasilje kot glavni problem javnega zdravja. 
Brundtlandova je bila gonilna sila pri zmanjševanju kajenja z vzgojo in prepričevanjem. Pod njenim vodstvom je postala Svetovna zdravstvena organizacija prva večja ustanova, ki je zaposlenim zagotovila zrak brez cigaretnega dima.
Leta 2003 jo je revija Scientific American razglasila za političnega vodjo leta zaradi hitrega koordiniranja svetovnega odgovora na nevarnost SARSa. Leta 1994 je Brundtlandova prejela evropsko Nagrado Karla Velikega mesta Aachen.
Leta 2004 jo je britanski časopis The Financial Times uvrstil kot četrto najvplivnejšo Evropejko zadnjih 25 let, za papežem Janezom Pavlom II., Mihailom Gorbačovom in Margaret Thatcher. 
Maja 2007 je generalni sekretar ZN Ban Ki-moon imenoval Brundtlandovo, Ricarda Lagosa (bivšega čilskega predsednika ), in Han Seung-soo (nekdanjega južnokorejskega zunanjega ministra) za sodelovanje kot posebnih odposlancev ZN za klimatske spremembe.
Brundtlandovo bogato politično kariero je opisal njen mož Arne Olav Brundtland, v svojih dveh uspešnicah, Married to Gro (ISBN 82-516-1647-6)  in Still married to Gro (ISBN 82-05-30726-1).